# Łącznik izolacyjny
Łącznik izolacyjny (ang. isolating switching device) – łącznik elektryczny, który w stanie otwarcia stwarza we wszystkich swoich biegunach bezpieczne przerwy izolacyjne.
Łączniki izolacyjne przeznaczone są do wykonywania czynności łączeniowych w stanie bezprądowym. Manipulacja łącznikiem izolacyjnym pod obciążeniem jest niedozwolona. 
Łączniki izolacyjne są elementami rozdzielnic elektrycznych (tablic rozdzielczych). Jednak obecnie coraz częściej stosuje się w miejsce typowych odłączników rozłączniki izolacyjne i wyłączniki izolacyjne.